# Brzozówka (Ostrołęka)
Pour les articles homonymes, voir Brzozówka.
Brzozówka (prononciation : [bʐɔˈzufka]) est un village polonais de la gmina de Kadzidło dans le powiat d'Ostrołęka de la voïvodie de Mazovie dans le centre-est de la Pologne.
Il se situe à environ 3 kilomètres au sud-est de Kadzidło (siège de la gmina), 18 kilomètres au nord d'Ostrołęka (siège du powiat) et à 116 kilomètres au nord de Varsovie (capitale de la Pologne).

## Histoire
De 1975 à 1998, le village appartenait administrativement à la voïvodie d'Ostrołęka.